# Mittelmährische Karpaten
Koordinaten: 49° 15′ N, 17° 10′ O

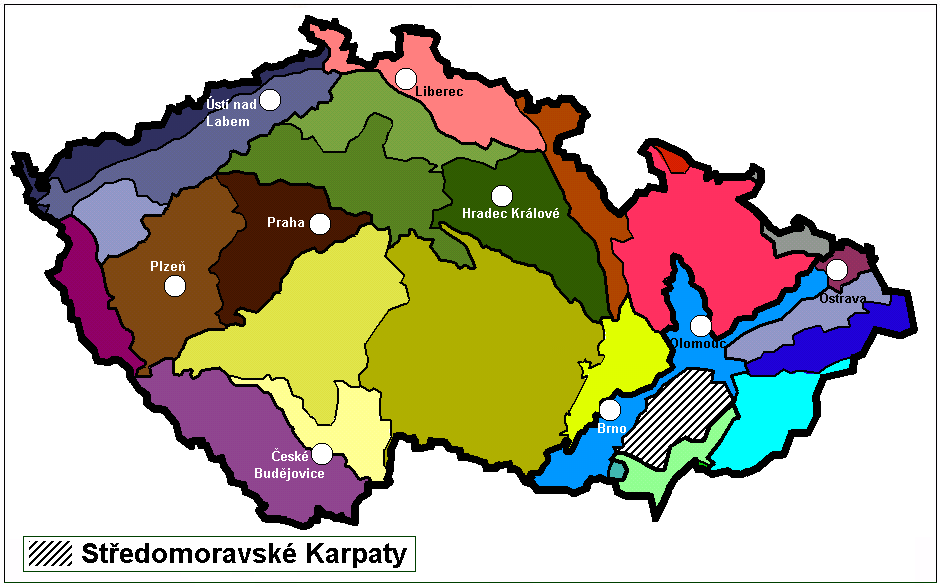
Die Mittelmährischen Karpaten (schraffiert) innerhalb der Geomorphologischen Einteilung Tschechiens

Die Mittelmährischen Karpaten (Středomoravské Karpaty) gehören zu den westlichen Ausläufern der Äußeren Westkarpaten. Sie liegen, anders als der Name vermuten lässt, eher im südlichen Mähren, östlich von Brünn. Im Norden und Westen grenzt die Gebirgsgruppe an die Westlichen Äußere Karpatensenken, im Osten an die Slowakisch-Mährische Karpaten und im Süden an das Wiener Becken. Höchster Punkt ist der Brdo mit 587 Metern.
Die Mittelmährischen Karpaten werden geomorphologisch in vier Einheiten unterteilt:
- Ždánický les
- Litenčická pahorkatina
- Chřiby
- Kyjovská pahorkatina

Das Gebirge ist größtenteils ein Mischwaldgebiet, bewachsen mit Buchen und Fichten. Es gehört zu den wichtigsten landwirtschaftlichen Anbauflächen für Weinreben, Aprikosen und Pfirsiche sowie Gemüse wie Tomaten, Paprika und Gurken.